# Heusden (Flandre-Orientale)
Pour les articles homonymes, voir Heusden.
Heusden est une section de la commune belge de Destelbergen située en Région flamande dans la province de Flandre-Orientale.